# Messor picturatus
Messor picturatus är en myrart som beskrevs av Santschi 1927. Messor picturatus ingår i släktet Messor och familjen myror. Inga underarter finns listade i Catalogue of Life.